# Tutoatasi Fakafanua
Kinikinilau Tutoatasi Fakafanua (* 1961; † 24. Februar 2006 in Nuku'alofa) war ein tongaischer Politiker und Adliger. Er gehörte von 1991 bis 2001 auf verschiedenen Ministerposten dem Kabinett des Königreichs an.
Fakafanua war als Rechtsanwalt in Auckland tätig. Im August 1991 wurde er als jüngstes Regierungsmitglied von Ministerpräsident Baron Vaea of Houma in dessen Kabinett geholt und übernahm das Ressort für Arbeit, Handel und Industrie. Im Mai 1995 wechselte er an die Spitze des Finanzministeriums.
Nach dem altersbedingten Rücktritt von Baron Vaea wurde Fakafanua im Kabinett von Prinz Ulukalala Lavaka Ata im Januar 2001 Bildungsminister. Im Oktober 2001 trat er nach einem Finanzskandal zurück und zog wieder nach Neuseeland.
Fakafanua brach am 24. Februar 2006 bei seinem Morgenspaziergang zusammen und starb.
| Personendaten    | Personendaten                     |
| ---------------- | --------------------------------- |
| NAME             | Fakafanua, Tutoatasi              |
| ALTERNATIVNAMEN  | Fakafanua, Kinikinilau Tutoatasi  |
| KURZBESCHREIBUNG | tongaischer Politiker und Adliger |
| GEBURTSDATUM     | 1961                              |
| STERBEDATUM      | 24. Februar 2006                  |
| STERBEORT        | Nuku'alofa                        |